# Atkinsoniella gregalis
Atkinsoniella gregalis är en insektsart som först beskrevs av William Lucas Distant 1908.  Atkinsoniella gregalis ingår i släktet Atkinsoniella och familjen dvärgstritar. Inga underarter finns listade i Catalogue of Life.